# Булгарно
„Булгарно“ е дебютният албум на българската ска група Светльо & The Legends.

## Песни
1. Заедно – 3:59
2. Let Me Да Те Love You – 3:44
3. Болест – 3:30
4. Ой ти черно море – 3:10
5. Above the Things – 4:11
6. Не ми прощавай – 3:33
7. Брус Лий – 3:28
8. Мъриана – 3:11
9. Пегаси – 4:05

На обложката е името на песен „Повърхностни рани“, но не е на СД-то. Песента излиза на втория им албум „IBAN“.

## Състав
- Светослав Витков - вокал
- Чавдар Вълчев - китара
- Венци Мицов - клавир, музикално програмиране, аранжименти
- Владимир Митин - тромпет
- Александър Борисов - тромбон
- Борислав Рашков - бас китара
- Петър Александров - барабани, перкусии